# Scapulaseius robustus
Scapulaseius robustus är en spindeldjursart som först beskrevs av Chant och Baker 1965.  Scapulaseius robustus ingår i släktet Scapulaseius och familjen Phytoseiidae. Inga underarter finns listade i Catalogue of Life.